# 米斯捷奇科
50°20′24″N 29°35′41″E / 50.34000°N 29.59472°E
米斯捷奇科（烏克蘭語：Містечко）是烏克蘭北部的村莊，隸屬日托米爾州的日托米爾區。該村始建於1788年，面積21平方公里，海拔高度164米，2001年人口207，人口密度每平方公里9.86人。